# Šabtaj Cvi
Šabtaj Cvi ali Sabbatai Zevi (v hebrejščini: שַׁבְּתַי צְבִי, druga črkovanja vključujejo: Shabbetai Ẓevi, Shabbeṯāy Ṣeḇī, Shabsai Tzvi, in Sabetay Sevi v turščini), samooklicani judovski odrešenik, sefardijsko posvečen rabin, kabalist, začetnik šabetejskega gibanja in posledično tudi gibanja spreobrnjenih Judov - Dönmeh, * 1. avgust 1626, Izmir, Turčija, † 17. september 1676, Ulcinj, Črna gora. 
Šabtaj Cvi se je rodil 1. avgusta 1626 v kraju Smirna, Osmansko cesarstvo (danes poznanem kot Izmir v Turčiji). Njegova družina je bila potomka Romaniotov iz Patrasa (danes Grčija). Študiral je judovsko pravo: Talmud in halakha, ter pod mentorstvom Jožefa (Josepha) Escapa obiskoval yeshivo (judovsko izobraževalno ustanovo). Posebej sta ga pritegnili tudi mistika in kabalizem.
Aktiven je bil po celotnem Osmanskem cesarstvu: Solun, Aleksandrija, Atene, Istambul, Jeruzalem in Kairo. V svojem življenju je deloval kot sefardijsko posvečen rabin in kabalist, njegovo življenjsko poslanstvo pa je bilo: biti dolgo pričakovani judovski mesija. To ideologijo, ki je kasneje prerasla v šabatejsko gibanje, je širil predvsem med letoma 1648 – leto judovskega odrešenja - in 1651, ko je bil nepovratno izobčen iz judovstva. Leta 1658  je svoje ideje začel širiti v Istambulu, kjer je eden od njegovih glavnih sledilcev Abraham Yachini kot arhaičnega besedila ponaredil rokopis Salomonova velika modrost, s čimer je podprl Šabtejevo ideologijo. Dodatno je Šabtaj svojo idejo, da je odrešenik,  podprl s finančno pomočjo Rafaela Jožefa (Raphaela Josepha) Halabija v Kairu; ter s poroko s Saro (Sarah), osirotelim dekletom, ki je trdilo, da mu je bilo usojeno se poročiti z odrešenikom. Tudi njegova desna roka, Natan (Nathan) Benjamin Levi ali Natan (Nathan) iz Gaze, je trdil, da je ponovno rojeni Elijah, torej oznanjevalec prihoda mesije. Leta 1665 se je tudi javno razglasil za mesijo in tako postal voditelj ljudstva in premagal opozicijo. Novica, o obstoju novega  judovskega odrešenika, pa se je razširila med Judi po celotni Evropi in povzročila množično vračanje Judov v Izrael.
Februarja 1666 je bil Šabtaj po prihodu v Konstantinopel aretiran in kasneje septembra premeščen v zapor v okolici Odrina. Tam mu je bila dana izbira med mučenjem, preizkušnjo njegove božanskosti z obstreljevanjem s puščicami (če preizkušnjo preživi, potem je res Mesija) ali prestopom v islam. Šabtaj Cvi je izbral slednje in s strani otomanskih oblasti prejel visoko pokojnino. Podporniki šabtskega gibanja so bili zelo razočarani nad spreobrnitvijo. Najbolj vztrajni so trdili, da je njegova spreobrnitev v islam posledica božanskega načrta. Posledično se je začel osip, del šabatejcev pa se je spreobrnil v islam - Dönmeh. To so šabatejski Judje, ki so javno spreobrnjeni v islam, a njihova prepričanja ostanejo skrita pred ostalo islamsko skupnostjo.
Leta 1673 je bil pregnan v Ulcinj, kjer je leta 1674 umrla njegova žena. Nato se je poročil z Ester, hčerko rabina Jožefa (Josepha) iz Soluna. Umrl je 17. septembra 1676.